# Saint-Saphorin (Lavaux)
Saint-Saphorin (Lavaux) ist eine politische Gemeinde im Distrikt Lavaux-Oron des Kantons Waadt in der Schweiz. Bekannt in der Schweiz für den Wein ihrer Rebberge umfasst die Gemeinde weniger als einen Quadratkilometer Fläche.

## Geographie
Saint-Saphorin (Lavaux) liegt auf 403 m ü. M., 14 km ostsüdöstlich der Kantonshauptstadt Lausanne (Luftlinie). Das Winzerdorf erstreckt sich auf einem schmalen Geländevorsprung am Fuss der Weinberge des Lavaux, an aussichtsreicher Lage rund 30 m über dem Seespiegel des Genfersees am Fuss des Mont Pèlerin.

Luftbild (1971)

Die Fläche des nur gerade 0,9 km² grossen Gemeindegebiets umfasst einen Abschnitt des Lavaux am Nordostufer des Genfersees mit rund 1 km Seeuferlinie. Der Gemeindeboden erstreckt sich vom Seeufer nordwärts den Hang von Saint-Saphorin hinauf und in einen schmalen Ausläufer auf eine Hochfläche südwestlich des Mont Pèlerin. Mit gut 700 m ü. M. wird nördlich des Weilers Lignières der höchste Punkt der Gemeinde erreicht. Die östliche Abgrenzung bildet stets der Bach Salenche. Von der Gemeindefläche entfielen 2019 31 % auf Siedlungen, 12,6 % auf Wald und Gehölze, 56,3 % auf Landwirtschaft und 0 % war unproduktives Land.
Zu Saint-Saphorin (Lavaux) gehören der Weiler Lignières (636 m ü. M.) am Südwesthang des Mont Pèlerin und einige Einzelhöfe. Nachbargemeinden von Saint-Saphorin (Lavaux) sind Rivaz, Chexbres, Puidoux und Chardonne.

## Bevölkerung
Mit 388 Einwohnern (Stand 31. Dezember 2023) gehört Saint-Saphorin (Lavaux) zu den kleinen Gemeinden des Kantons Waadt. Von den Bewohnern sind 88,2 % französischsprachig, 5,5 % deutschsprachig und 2,9 % englischsprachig (Stand 2000). Die Bevölkerungszahl von Saint-Saphorin (Lavaux) belief sich 1900 auf 410 Einwohner. Danach wurde durch stetige Abwanderung bis 1970 eine Abnahme auf 245 Einwohner verzeichnet; seither stieg die Bevölkerungszahl wieder deutlich an, insbesondere durch Neubauten oberhalb der Rebhänge.

## Wirtschaft
Saint-Saphorin (Lavaux) war bis in die zweite Hälfte des 20. Jahrhunderts ein vorwiegend durch die Landwirtschaft geprägtes Dorf. Noch heute hat der Weinbau an den optimal besonnten Hängen des Lavaux (rund 40 ha) einen wichtigen Stellenwert in der Erwerbsstruktur der Bevölkerung. In Saint-Saphorin (Lavaux) werden Qualitätsweine der Appellationen Saint-Saphorin, Dézaley und Calamin erzeugt. Auf den Höhen oberhalb der Rebhänge wird Ackerbau und Viehzucht betrieben.
Weitere Arbeitsplätze sind im Dienstleistungssektor vorhanden (Weinkeller und -handlungen). Das Gewerbe ist heute auch auf den Tourismus ausgerichtet. In den letzten Jahrzehnten hat sich das Dorf zu einer Wohngemeinde entwickelt. Viele Erwerbstätige sind Wegpendler, die vor allem in Lausanne und in der Region Vevey-Montreux arbeiten.

## Verkehr
Die Gemeinde ist verkehrstechnisch gut erschlossen. Sie liegt an der Hauptstrasse 9, die von Lausanne entlang dem Seeufer via Vevey und Montreux ins Wallis führt. Der nächste Autobahnanschluss an die 1974 eröffnete A9 (Lausanne-Sion) befindet sich bei Chexbres, rund 3 km vom Ort entfernt. Am 2. April 1861 wurde der Abschnitt Lausanne-Villeneuve der Bahnlinie von Lausanne ins Wallis mit einem Bahnhof in Saint-Saphorin in Betrieb genommen.

## Geschichte
Das Gemeindegebiet von Saint-Saphorin (Lavaux) war bereits zur Römerzeit bewohnt. Es wurden Überreste einer römischen Villa sowie ein Meilenstein aus dieser Zeit gefunden. Auch aus der frühchristlichen und der Burgunderzeit sind Spuren erhalten. Die erste urkundliche Erwähnung des Ortes erfolgte 1134 unter der Bezeichnung de Sancto Sufforiano. Später erschienen die Bezeichnungen Sanctus Simphorianus (1228), S. Safurin (1256) und Saymsafurin (1284). Der Ortsname, der auf Lateinisch Sansaphorinum lautete, geht auf den Heiligen Symphorien von Autun zurück.
Seit dem 12. Jahrhundert unterstand Saint-Saphorin (Lavaux) dem Bischof von Lausanne. Mit der Eroberung der Waadt durch Bern im Jahr 1536 gelangte das Dorf unter die Verwaltung der Vogtei Lausanne. Nach dem Zusammenbruch des Ancien Régime gehörte Saint-Saphorin (Lavaux) von 1798 bis 1803 während der Helvetik zum Kanton Léman, der anschliessend mit der Inkraftsetzung der Mediationsverfassung im Kanton Waadt aufging. 1798 wurde es dem Bezirk Lavaux zugeteilt. Erst 1810 wurde die Grossgemeinde Saint-Saphorin aufgeteilt in die heute politisch selbständigen Gemeinden Chexbres, Puidoux, Rivaz und Saint-Saphorin (Lavaux).

## Sehenswürdigkeiten

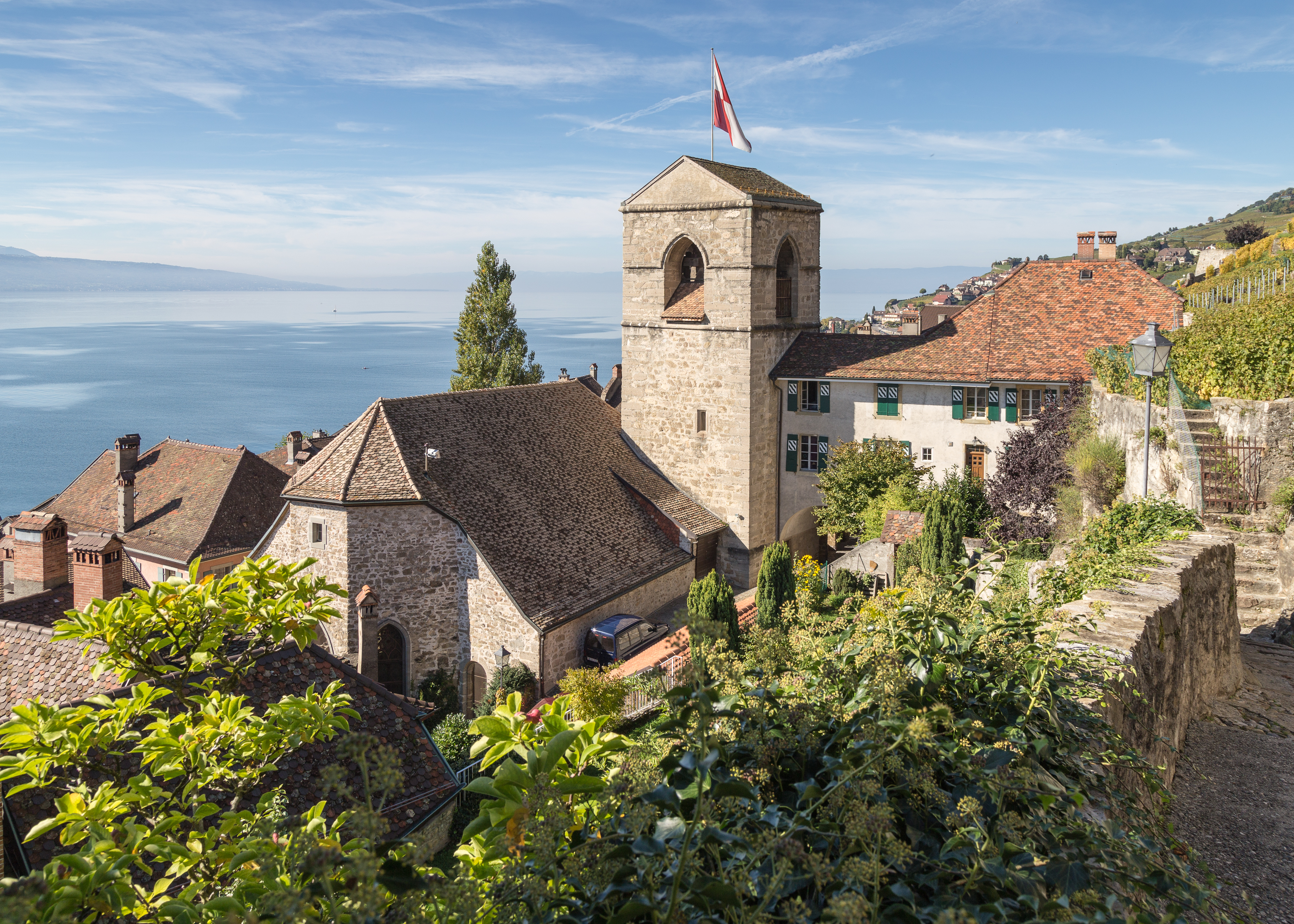
Reformierte Kirche Saint-Saphorin (Lavaux)

Der erste Kirchenbau wurde wahrscheinlich bereits im 1. oder 2. Jahrhundert nach Christus errichtet. Im 5. Jahrhundert trat an diese Stelle ein frühchristliches Mausoleum, im 11. Jahrhundert ein mittelalterliches Gotteshaus, das 1520–1530 wiederum durch einen Neubau, die heutige reformierte Kirche Saint-Symphorien, abgelöst wurde. Die dreischiffige Kirche im gotischen Flamboyantstil besitzt ein Renaissanceportal, ein bedeutendes Glasgemälde und nahe dem Haupteingang einen eingemauerten römischen Meilenstein sowie einen römischen Altar.
Saint-Saphorin (Lavaux) besitzt ein malerisches mittelalterliches Ortsbild mit engen Gassen und charakteristischen Winzerhäusern aus dem 16. bis 19. Jahrhundert. Das Pfarrhaus mit einem Arkadengeschoss stammt aus dem 16. Jahrhundert. Die Auberge de l'Onde trägt noch ein Wirtshausschild von 1750.
Auf der Aussichtsplattform kurz vor Einfahrt in St.-Saphorin befindet sich das Denkmal von Jean Villard Gilles, einem Künstler, der über das Winzerdorf das Chanson «St.-Saphorin aux deux visages» verfasst hat. Als ein zusätzliches Dankeschön wurden von den ortsansässigen Winzern direkt beim Denkmal einige Weinreben eingepflanzt.
Am Seeufer westlich von Saint-Saphorin (Lavaux) befand sich früher der Weiler Glérolles. Heute steht nur noch das Schloss Glérolles das zu Beginn des 14. Jahrhunderts errichtet wurde. Vom ursprünglichen Bau ist lediglich noch der Turm erhalten, der aber im 19. Jahrhundert verkleinert wurde. Die östlich an den Turm anschliessenden Wohnbauten stammen aus dem 15. und 16. Jahrhundert; weitere Umgestaltungen wurden im 19. Jahrhundert vorgenommen.

## Bilder

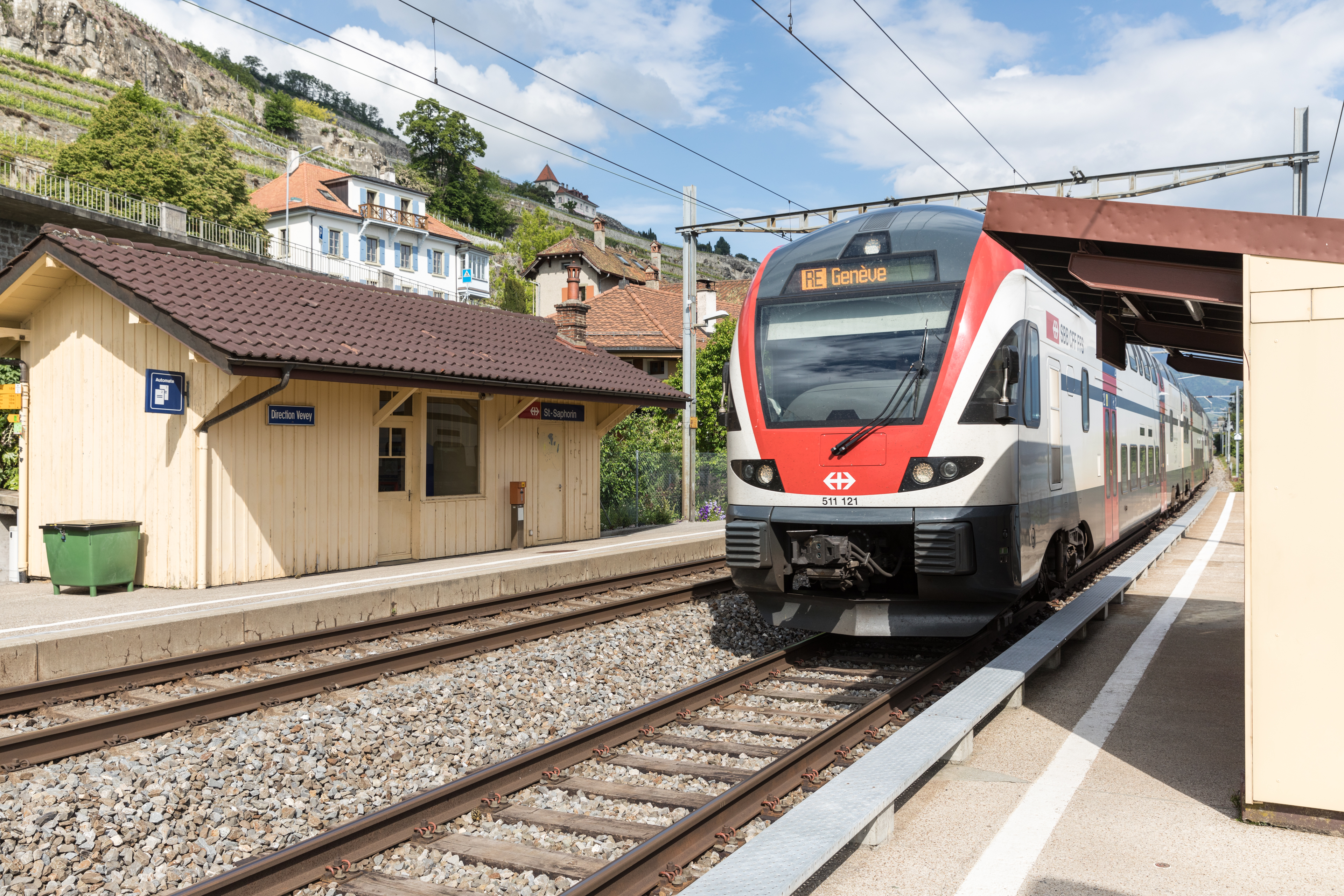
Bahnhof St-Saphorin
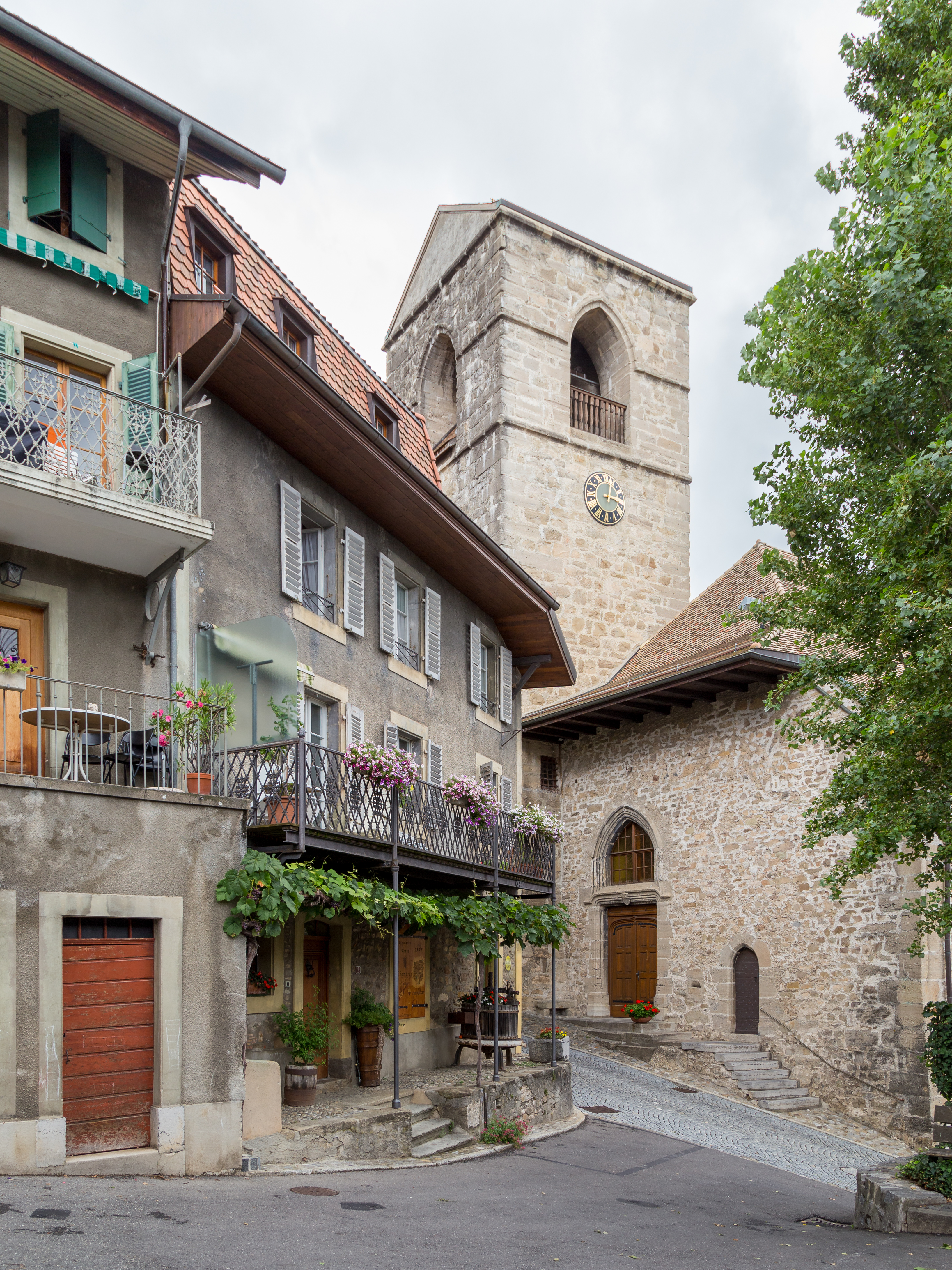
Dorfkern mit Kirche
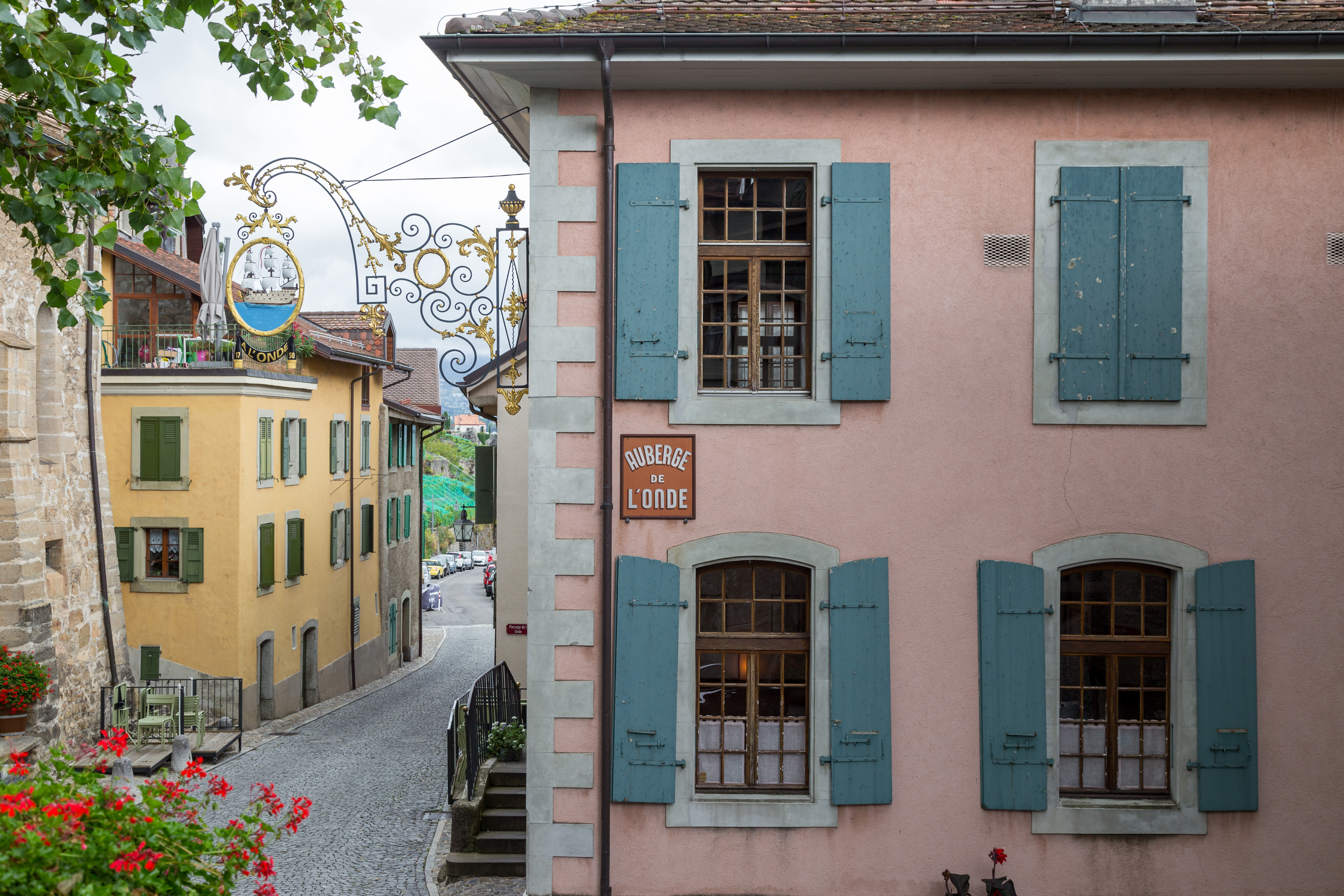
Auberge de l'Onde
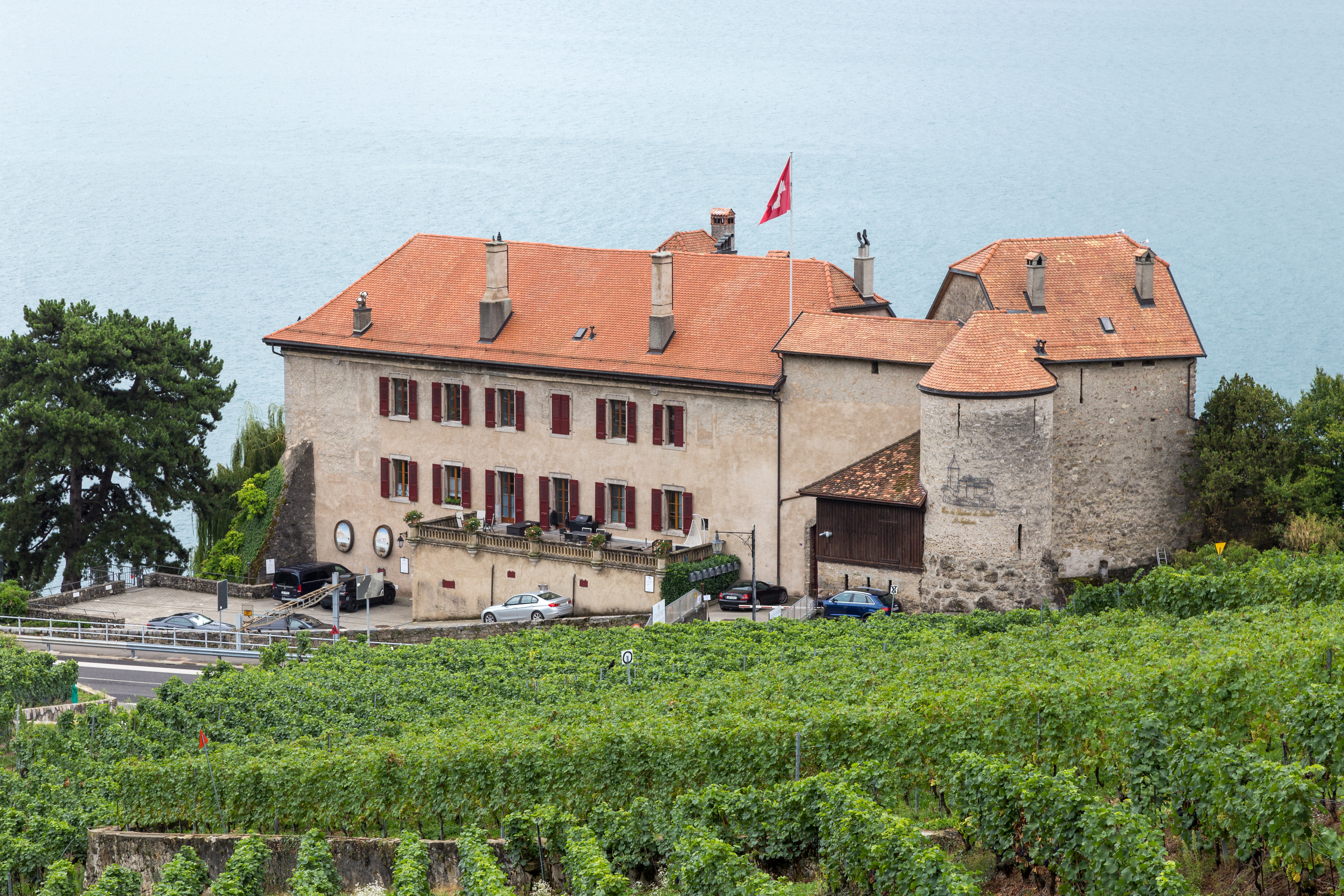
Château de Glérolles
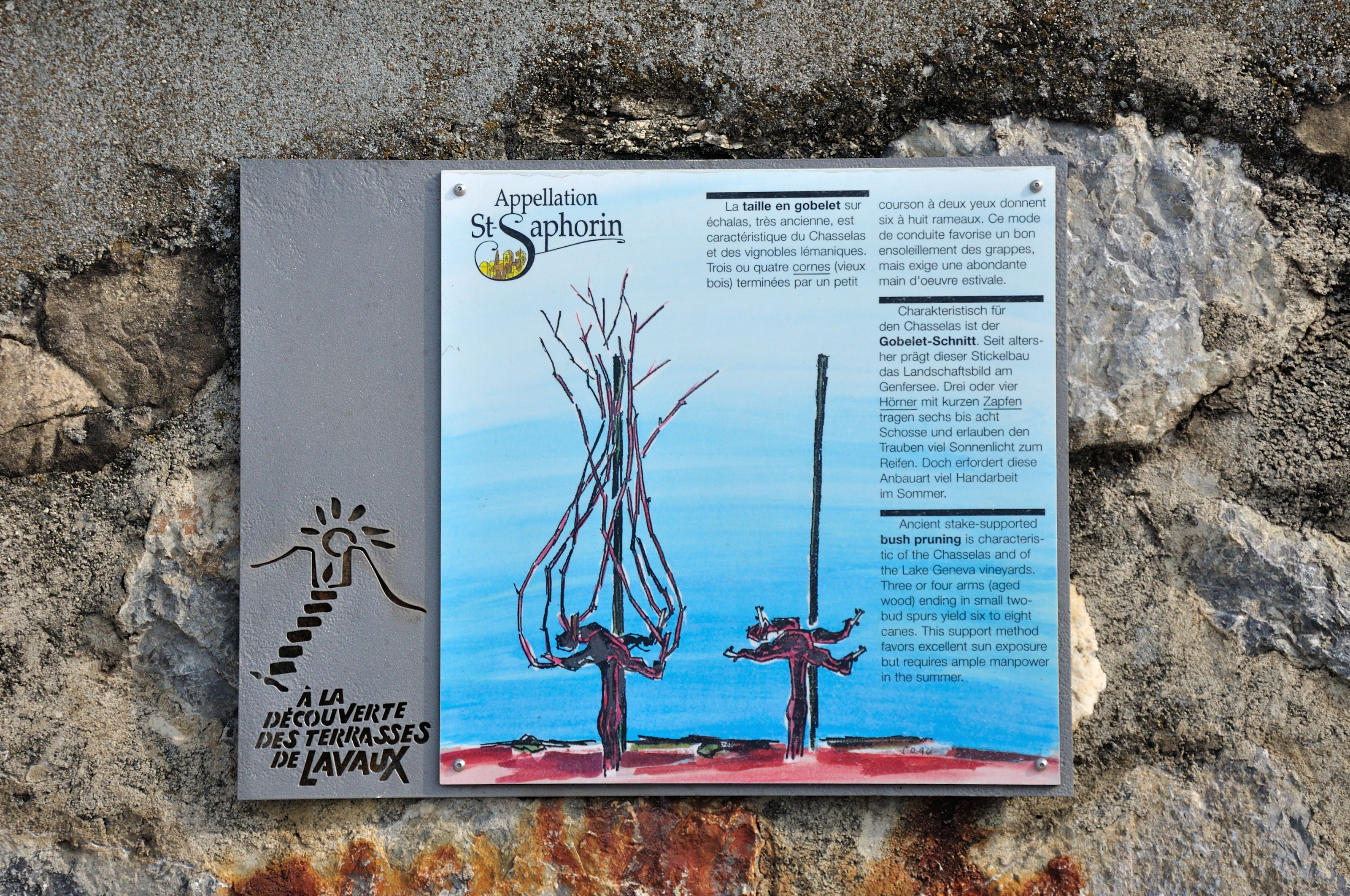
Appellation St-Saphorin